# Marvel: Avengers Alliance
Marvel: Avengers Alliance foi um jogo baseado em turnos jogado originalmente em redes sociais e que foi desenvolvido pela Playdom em parceria com a Marvel Entertainment em 2012.
Suas histórias e personagens são baseadas nas publicações da Marvel Comics e escritas por Alex Irvine. O jogo estava disponível como um aplicativo Adobe Flash por meio do website social Facebook e, também, via website oficial da Playdom.
Foi lançado oficialmente no Facebook em 1 de março de 2012 como uma promoção visando divulgar o filme The Avengers produzido e lançado pela Marvel Studios neste mesmo ano.
Ainda em 2012, foi nomeado no G4tv.com Video Game Awards e venceu na categoria Melhor Jogo Social.
Em 13 de junho de 2013 foi disponibilizado para dispositivos móveis com sistemas operacionais iOS e Android.
Em 20 de março de 2014, a Playdom anunciou que o jogo disponibilizado no seu website oficial seria descontinuado.
Em 1 de setembro de 2016 a Disney retirou o jogo e sua continuação de todas as lojas virtuais, comunicando que todos os servidores seriam desligados dia 30 de setembro de 2016, inclusive no facebook, encerrando portanto o jogo após quatro anos online.

## Jogabilidade
Os jogadores controlam um agente da S.H.I.E.L.D. que pode ser inteiramente personalizado ganhando pontos de experiência, alcançando níveis mais altos e equipando várias armas e uniformes que podem ser obtidos no jogo. No jogo, ainda é possível, compor uma equipe com mais dois personagens que podem ser escolhidos dentre os 98 heróis, atualmente, disponíveis no jogo, cada qual com suas habilidades e poderes únicos.
De início, os jogadores possuem poucas opções de heróis para escolher estando os outros indisponíveis para seleção neste momento. Para recrutar um herói que não está disponível inicialmente são necessários Command Points, uma moeda no jogo.
A jogabilidade consiste em lutas baseadas em turnos que colocam seu agente e os heróis de sua equipe contra uma ou mais ondas de até três inimigos cada, sendo que cada inimigo possui técnicas e ataques específicos.
Existem cinco classes de personagens, cada uma com específicos pontos fracos e fortes que as diferenciam entre si. Entre essas classes sempre existe uma que possui vantagem sobre uma determinada classe, mas que, concomitantemente, é fraca sobre outra.
A seguir as classes (cada uma possuindo um ícone e uma cor que a identifica) estão elencadas na ordem em que enfraquecem a classe seguinte:
- Detonador (vermelho) – Personagens que utilizam ataques energéticos. Ao atacar um Brutamontes, automaticamente o golpe causará dano crítico e o Detonador ganha Ataques Concentrados. Exemplos: Homem de Ferro, Tocha Humana, Doutor Estranho, Miss Marvel, Fênix e Tempestade.
- Brutamontes (azul) – Personagens de grande poder físico. Se torna mais forte quando é atacado ou está atacando um Briguento. Exemplos: Hulk, Thor, Coisa, Valquíria e Colossus.
- Briguento (amarelo) – Personagens cujas habilidades se apoiam nas lutas corpo-a-corpo. Realiza um ataque adicional ao ser atacado por um Infiltrador. Exemplos: Wolverine, Mulher-Aranha, Motoqueiro Fantasma, Demolidor, Mercúrio e Luke Cage.
- Infiltrador (roxo) – Personagens ágeis e sorrateiros. Contra-ataca golpes recebidos por Táticos e recebe a habilidade Reflexos de Combate contra-atacando, assim, todos que o atacam. Exemplos: Homem-Aranha, Viúva Negra, Mulher Invisível, Gambit, Noturno e Lince Negra.
- Tático (verde) – Personagens racionais, especialistas em planos de ataque. Recebe um turno extra após atacar um Detonador ou ser atacado pelo mesmo (porém se tiver com Opções Esgotadas não ganha um turno extra). Exemplos: Capitão América, Gavião Arqueiro, Ciclope, Sr. Fantástico e  Pantera Negra.

Existe também uma sexta classe neutra chamada de Generalista (representada pela cor branca) que é a classe inicial do personagem controlado pelo jogador e que não é forte nem fraca contra nenhuma das outras. Além do jogador, os personagens Fera, Vampira, Harpia, Justiceiro e Anjo, além de alguns capangas inimigos mais fracos e chefes, também são da classe Generalista. Os jogadores podem destravar vários personagens Marvel como aliados e estes podem ser personalizados de modo que suas fraquezas e vantagens sobre outras classes sejam ajustadas conforme a tática ou necessidade do jogador. Cada um dos personagens possui uma classe-base (como os mencionados anteriormente), mas para aqueles que possuem diferentes uniformes, cada uniforme apresenta duas versões: uma na classe-base do personagem e uma em outra classe (o uniforme 2ª Guerra Mundial do Capitão América, por exemplo, vem nas classes Tático e Brutamontes).

## Enredo

### Geral
O jogador é um novo agente da S.H.I.E.L.D (uma secreta organização de espionagem e manutenção da paz que existe no Universo Marvel), recrutado por Nick Fury e Maria Hill. Conforme o jogo avança, mais heróis são recrutados pelas fileiras da agência como personagens jogáveis.

### Temporada 1
Na primeira temporada, o jogo desenvolve-se a partir de um evento galáctico chamado de "O Pulso" atingindo a Terra. Esse evento revela um estranho componente denominado Iso-8.  Vários vilões, organizações criminosas (I.M.A., Irmandade de Mutantes, Hidra, Maggia) e inimigos extra-dimensionais tentam tomar proveito de seus efeitos e formam uma aliança de vilões chamada "O Sindicato". A temporada termina com a destruição desta aliança, a ressurreição do Caveira Vermelha e uma guerra civil contra a Hidra.

### Temporada 2
Na segunda temporada, a SHIELD descobre mais coisas a respeito do "Pulso", além de ter de lidar com o surgimento de portais interdimensionais. A agência passa a viajar para outras partes do mundo como São Francisco, Grã-Bretanha, Wakanda e Terra Selvagem e os heróis investigam o Círculo dos Oito, uma misteriosa organização que está matando vários vilões menos poderosos por razões desconhecidas. É descoberto que A Serpente, deus asgardiano do medo, está liderando o Círculo dos Oito e recrutando heróis para serem seus Dignos. Assim como a temporada anterior, essa será constituída por 12 capítulos, cada um contendo seis missões. Completando todas as missões, batalhas heroicas e desafios de um capítulo um novo uniforme para um herói é desbloqueado.

## Jogador contra jogador
Por um tempo limitado, torneios de jogador contra jogador (Player versus Player, em inglês) estão disponíveis nos quais os usuários lutam para alcançar diferentes níveis de pontuação. De acordo com a pontuação são classificados em ligas (prata, ouro, diamante, vibranium ou adamantium).
Os competidores que, ao término de um torneio, estão classificados na Liga Adamantium recebem como recompensa um novo herói. Lutas de jogador contra jogador também podem ser realizadas fora de um período de torneio apenas no modo de treinamento, no qual não há recompensas.
Aproximadamente 30 dias após o término de uma temporada de torneio, os heróis, recompensa para quem se classifica na Liga Adamantium, se tornam recrutáveis por Pontos de Comando.
Heróis ofertados como prêmio dos torneios de Jogador contra Jogador:
| Temporada | Recompensa da Liga Adamantium | Temporada | Recompensa da Liga Adamantium |
| --------- | ----------------------------- | --------- | ----------------------------- |
| 01        | Deadpool                      | 17        | Karnak                        |
| 02        | Cable                         | 18        | Nova                          |
| 03        | Psylocke                      | 19        | Angela                        |
| 04        | Justiceiro                    | 20        | Victor Mancha                 |
| 05        | X-23                          | 21        | Deathlok                      |
| 06        | Fantomex                      | 22        | Homem-Aranha Noir             |
| 07        | Shatterstar                   | 23        | Garota-Aranha                 |
| 08        | Hulk Vermelho                 | 24        | Bomba A                       |
| 09        | Anjo                          | 25        | Misty Knight                  |
| 10        | Bishop                        | 26        | Colleen Wing                  |
| 11        | Espiral                       | 27        | Kraven, o caçador             |
| 12        | Dominó                        | 28        | Felina                        |
| 13        | Agente Venom                  | 29        | Manto e Adaga                 |
| 14        | Hogun                         | 30        | Besouro                       |
| 15        | Rocket Raccoon                | 31        | Soprano                       |
| 16        | Drax                          | 32        | Phyla-Vell                    |

## Missões Secretas
As Missões Secretas são operações limitadas em que o jogador deve completar 25 tarefas para desbloquear um novo herói. Ao longo das missões, armas e itens únicos podem ser obtidos nas batalhas e, a cada 5 tarefas concluídas, armas e/ou itens especiais são conquistados. Apenas a primeira Missão Secreta apresentou uma dinâmica diferente na qual o jogador deveria completar 5 estrelas nas três missões apresentadas para recrutar o herói.
| Temporada    | Título                                     | Resumo | Herói Recrutado                                     |
| ------------ | ------------------------------------------ | --- | --------------------------------------------------- |
| Temporada 01 | Não Diga Uma Palavra                       | Logo após o Pulso, Harpia foi enviada por Nick Fury para investigar algumas leituras de energia misteriosas. Ela não voltou de sua missão. Posteriormente sabe-se que ela foi sequestrada e sofreu lavagem cerebral. | Harpia                                              |
| Temporada 02 | Vida Longa à Rainha                        | Quando o Clube do Inferno e a Irmandade de Mutantes se unem, alguém começa a causar problemas em Manhattan se passando por Emma Frost. | Emma Frost                                          |
| Temporada 03 | Vingadores Contra X-Men                    | Missão Secreta baseada no arco Vingadores contra X-men lançado nas revistas em quadrinhos. A Força Fênix, uma entidade cósmica de morte e renascimento, voltou para a Terra. Os X-Men, compartilhando os poderes da Força Fênix, passam a usar essa força para o bem, acreditando que o poder pode ser aproveitado para assegurar a sobrevivência da raça mutante. Os Vingadores acreditam que esse poder é muito perigoso para ser controlado e só irá trazer destruição. Com o futuro da humanidade e da espécia mutante na balança, o agente deve escolher um lado para lutar. | Magia                                               |
| Temporada 04 | Todos os Santos                            | O caos causado pelos efeitos do Pulso enfraqueceram os limites da realidade. Hordas de demônios estão invadindo Nova Iorque, chegando pelos vários portais para o inferno e para a Dimensão das Trevas que estão se abrindo pela cidade. | Motoqueiro Fantasma                                 |
| Temporada 05 | A Caçada Selvagem                          | Loki está usando Iso-8 para tirar proveito das mentes e almas dos cidadãos de Nova Iorque. Asgard envia Valquíria, uma de suas maiores guerreiras, para auxiliar a S.H.I.E.L.D. | Valquíria                                           |
| Temporada 06 | O Grito do Destrutor                       | O Faraó Vivo está de volta tentando reunir energia cósmica para abastecer seus poderes destrutivos e, desta vez, ele tem a ajuda do Clube do Inferno. Destrutor entrou em campo para ajudar e seu envolvimento pode ser exatamente o que o Faraó precisa para completar sua transformação no Monolito Vivo. | Destrutor                                           |
| Temporada 07 | Fantasma das Máquinas                      | Uma inteligência artificial corrupta foi criada pelo Pulso e precisa ser contida antes que caia em mãos de alguma organização criminosa. | Hank Pym                                            |
| Temporada 08 | Visão do Futuro                            | A inteligência artificial criada pelo Pulso acaba sendo alocada no corpo de Ultron. Agora, Ultron está corrompido e atacando. | Visão                                               |
| Temporada 09 | Extremis                                   | Essa Missão Secreta foi baseada nos eventos do filme Homem de Ferro 3 e no enredo do arco Extremis, publicado nas revistas em quadrinhos. | Resgate                                             |
| Temporada 10 | So Shall Ye Reap                           | A Hidra tem sua atenção voltada para Simon Williams e as experiências com ISO-8 que sua empresa tem feito. | Magnum                                              |
| Temporada 11 | Pecados dos Pais                           | Coração Negro retornou para trazer caos e destruição e portais para o reino do inferno estão lançando demônios por toda a cidade de São Francisco. | Daimon Hellstrom                                    |
| Temporada 12 | Reino Sombrio                              | Essa Missão Secreta foi baseada no arco Vingadores Sombrios, parte da série Reino Sombrio, publicado nas revistas em quadrinhos. | Ares                                                |
| Temporada 13 | Infinito                                   | Essa Missão Secreta foi baseada no arco Infinito, publicado nas revistas em quadrinhos. | Raio Negro                                          |
| Temporada 14 | O Mundo Sombrio                            | Essa Missão Secreta foi baseada nos eventos do filme Thor 2: O Mundo Sombrio. | Heimdall                                            |
| Temporada 15 | Hora do Jogo                               | Essa Missão Secreta foi baseada nos eventos do arco Arena de Vingadores, publicado nas revistas em quadrinhos. | Nico Minoru                                         |
| Temporada 16 | Apocalipse                                 | Apocalipse voltou. Fera, X-23, Vampira e Homem de Gelo foram sequestrados e transformados em seus cavaleiros. | Homem de Gelo                                       |
| Temporada 17 | Fantasmas do Passado                       | Essa Missão Secreta foi baseada nos eventos do filme Capitão América 2: O Soldado Invernal. | Falcão                                              |
| Temporada 18 | Simbiose                                   | A descoberta de algumas symbiotes mortos foi apenas o começo: Carnificina, Venom, Grito, Híbrido e Anti-Venom chegaram em cena. Junto com a misteriosa aparição de um novo lote de sujeitos de teste, Homem-Aranha e S.H.I.E.L.D. procuram ajuda nos lugares mais improváveis. | Anti-Venom                                          |
| Temporada 19 | Fraticidio                                 | Uma Irmandade dos Mutantes enfraquecida não aguentou contra um exército poderoso de Sentinelas ao alcance da curiosidade do Sr. Sinistro. Com poucas opções sobrando, os membros restantes devem fugir ou forjar novas alianças enquanto enfrentam a quebra da Fraternidade! | Míssil                                              |
| Temporada 20 | Guardiões da Galáxia                       | Nebula e Ronan, o Acusador querem que Thane seja punido por ter aprisionado Thanos em um construto de âmbar. Os Guardiões da Galáxia chegam à Terra para ajudar a SHIELD a protegê-lo. | Senhor das Estrelas                                 |
| Temporada 21 | Terra Selvagem                             | Procurando manter o controle sobre a Terra Selvagem, Sauron faz um acordo com a I.M.A. e inicia uma guerra contra Stegron, Sr. Sinistro e o Alto Evolucionário que estão realizando experiências com ISO-8 e dinossauros criando os Iso-Sauros. | Ka-Zar                                              |
| Temporada 22 | Noite Eterna                               | Na véspera de um raro eclipse lunar, uma terrível aliança entre vampiros e demônios ameaça destruir o mundo. Para enfrentar essa ameaça a SHIELD mobiliza todas suas forças e conta com a ajuda de Blade, o caçador de vampiros. | Blade e Morbius                                     |
| Temporada 23 | Inumanos                                   | Após se libertar de sua prisão de âmbar, Thanos retorna à Terra em busca de vingança. | Cristalys                                           |
| Temporada 24 | Terra de Fogo e Gelo                       | Inimigos mais perigosos de Asgard estão em pé de guerra em Midgard. Thor desapareceu misteriosamente, deixando um vazio entre os Vingadores que deve ser preenchido. Muitos perguntaram: "Quem é digno de um grande desafio, tais?" Bill Raio Beta chegou para afastar essas forças antigas e ajudar a descobrir o que fim teve seu irmão. | Bill Raio Beta                                      |
| Temporada 25 | Fugitivos                                  | Sob a vigilância cuidadosa e supervisão de Maria Hill, Agente Coulson e Gavião Arqueiro, os Fugitivos embarcam em uma missão secreta no submundo do crime, sendo guiados por uma mensagem secreta deixada pelo desaparecido Nick Fury. | Chase Stein                                         |
| Temporada 26 | A Era de Ultron                            | O grupo U.L.T.I.M.A.T.O., que entrava em ofensiva contra os Fugitivos, não eram bancados pela Hidra, mas eram um engodo do mal cibernético, Ultron, que controlará a mente, ameaçará a vida de qualquer um em seu caminho de dominação mundial e extinção humana. Ironicamente, querendo tornar-se um ser-humano. | Uniformes alternativos para Homem de Ferro e Hulk↑e |
| Temporada 27 | Vieram os Aranhas                          | Demonstram uma referência ao jogo Ultimate Homem Aranha, onde diversos homem-aranhas de portais diferentes são chamados para impedir o uso indevido do Iso-8. | Ultimate Homem-Aranha                               |
| Temporada 28 | Apresentando o Homem-Formiga               | Essa Missão Secreta foi baseada nos eventos do filme Homem-Formiga. | Homem-Formiga                                       |
| Temporada 29 | Aranea Ex Machina                          | Continuação dos eventos da Temporada 27. | Teia de Seda                                        |
| Temporada 30 | Instrumentos da Escuridão                  | Ataques de vampiros estão se tornando mais frequentes em Londres, anunciando o retorno de Drácula. Enquanto isso um plano maligno está sendo traçado na Dimensão Negra, colocando todo o mundo sob ameaça. | Spitfire                                            |
| Temporada 31 | Jessica Jones                              | A guerra de gangues irrompe na Cozinha do Inferno após Bumerangue entrar numa luta com Shocker, o envio de uma mensagem do Coruja. Ao receber esta mensagem alta e clara, Kingpin vai às ruas para resolver esta questão pessoalmente, aumentando ainda mais o perigo. Jessica Jones lidera uma equipe de resposta da S.H.I.E.L.D. para deixar as ruas de volta sob controle. | Jessica Jones                                       |
| Temporada 32 | Siga o Líder                               | Família e amigos estão sempre em perigo quando Hulks estão envolvidos. Mas a S.H.I.E.L.D. será capaz de continuar a jogar siga o líder, enquanto disputa com conflitos familiares alimentados com gamma e controle da mente? | Mulher-Hulk Vermelha                                |
| Temporada 33 | Mestres do Terror: Caçadora de Cabeças     | A S.H.I.E.L.D. vê-se confrontada com maquinações bizantinas e o desaparecimento da mais nova geração de heróis. | Cammi                                               |
| Temporada 34 | Marvel: Avengers Alliance - Guerra Civil 2 | Inspirado no próximo evento da Marvel Comics! O Inumanos mais novo e mais misterioso é conhecido apenas como o Profiler, com a capacidade de prever o futuro. Você pode escolher o lado certo neste fenda fraterna? Guerra Civil faz para estranhos companheiros de cama, pode ser um lado certo ou errado? Há mais neste Profiler misterioso do que aparenta? Uma coisa é certa, S.H.I.E.L.D. nunca mais será o mesmo novamente. | Marvel Azul e Thor (Jane Foster)                    |
| Temporada 35 | Encare o Vórtice Negro                     | A S.H.I.E.L.D. e seus aliados nunca falharam em manter a Terra a salvo, mas a chegada repentina de Mantis, Serpente da Lua, e o artefato conhecido como o Vórtice Negro, pode finalmente inclinar a balança. O Vórtice Negro promete poder incalculável para qualquer um que olhar em suas profundezas. Energia cósmica e antagonistas clandestinas prometem uma luta feroz entre as forças da terra e as de fora. | Mantis                                              |
| Temporada 36 | Verdade do Infinito                        | Ao sequestrar uma das naves dos Ravagers do Yondu com a ajuda de Cosmo e Phyla-Vell, Adam Warlock consegue quebrar a barreira de Odin e chegar na Terra. Mas Adam desaparece após um acidente na aterrissagem e ressurge como Magus, seu alter ego do mal. Neste cenário, o pior possível, a S.H.I.E.L.D. conseguirá eliminar Magus ao salvar Adam enquanto Serpente ameaça destruir o mundo como o conhecemos? | Adam Warlock                                        |

↑e  Na temporada 26 nenhum herói novo se tornou recrutável após cumpridas todas as missões. Como recompensa por concluir todas as tarefas foram disponibilizados uniformes alternativos para alguns personagens.

## Personagens
| Personagens Jogáveis | Personagens Jogáveis | Personagens Jogáveis | Personagens Jogáveis | Personagens Jogáveis | |
| Lançado | Lançado | Lançado | Lançado | Personagens não jogáveis | |
| --- | --- | --- | --- | --- | --- |
| - Adaga - Adam Warlock - Agente Venom - Angela - Anjo - Anti-Venom - Ares - Armador - Avalanche - Barão Mordo - Besouro - Blade - Bill Raio Beta - Bishop ↑b - Bomba-A - Bumerangue - Cable - Cammi - Capitão América - Capitão Britânia - Cavaleiro América - Cavaleiro da Lua - Cavaleiro Negro - Chase Stein - Ciclope - Coisa - Colleen Wing - Colossus - Constritor↑c - Cristalys - Daimon Hellstrom - Deadpool - Demolidor - Dentes de Sabre - Deathlok - Deat Locket - Destruidor - Destrutor - Dominó - Doutor Destino↑c - Doutor Estranho - Doutor Vodu - Drax o Destruidor | - Elektra ↑c - Electro - Elsa Bloodstone - Emma Frost - Encantor - Espiral - Espetacular Mulher Aranha - Faiza Hussain - Fanático↑c - Falcão - Fandral - Fantomex - Feiticeira Escarlate - Felina - Fênix - Fera - Gambit - Gamora - Garota Aranha - Garota Esquilo - Gata Negra - Gavião Arqueiro - Gorgon - Groot - Gwen-Aranha - Hank Pym - Harpia - Heimdall - Hércules - Híbrido - Hipérion - Hogun - Homem-Areia - Homem-Aranha - Homem-Aranha 2099 - Homem-Aranha Superior - Homem-Aranha Noir - Homem-Aranha Ultimate - Homem de Ferro - Homem de Gelo | - Homem-Formiga - Howard, o Pato - Hulk - Hulk Vermelho - Justiceiro - Jessica Jones - Kamala Khan - Kang - Karnak - Karolina Dean - Kate Bishop - Ka-Zar - Kitty Pride - Kraven - Lagarto - Loki - Luke Cage - Magia - Magneto↑c - Magnum - Mantis - Manto (e Adaga) - Máquina de Combate - Marvel Azul - Medusa - Mercúrio - Miss Marvel - Míssil - Misty Knight - Molly Hayes - Morbius - Motoqueiro Fantasma - Mulher Aranha - Mulher Hulk - Mulher Hulk Vermelha - Mulher Invisível - Nevasca - Nico Minoru - Noturno - Nova - Nova Prime - Pantera Negra - Phyla-Vell - Psylocke | - Punho de Ferro - Raio Negro - Resgate - Rocha Lunar - Rocket Raccoon - Ronan - Satana Hellstrom↑c - Seda - Senhor das Estrelas - Senhor Fantástico - Sentinela Ômega↑c - Serpente da Lua - Shanna - Shatterstar - Shocker - Sif - Spitfire - Solaris - Soldado Invernal - Soprano - Tempestade - Terremoto - Tigresa - Tigresa Branca - Thane - Thor - Thor (Jane Foster) - Tocha Humana - Treinador - Tremor - Tundra - Union Jack - Valquíria - Vampira - Vespa - Victor Mancha - Visão - Viúva Negra - Volstagg - Wolverine - X-23 | - Agente Coulson - Cosmo - Dell Rusk - Ebony Maw - Jasper Sitwell - Mandarim - Maria Hill - Nick Fury - Odin - Professor Xavier - Serpente (Cul Borson) | |
| Vilões | | | | | |
| - Abominável - Abutre - Alto Evolucionário - Apocalipse - Arcade - Arnim Zola - Armador - Armadura Hidra - Avalanche - Barão Mordo - Barão Strucker - Barão Zemo - Bastion - Batroc - Blob - Bob, Agente da Hidra - Bumerangue - Cabeça de Martelo - Capuz - Carnificina | - Caveira Vermelha - Ceifador - Chicote Negro - Constritor - Coração Negro - Corvus Glaive - Daken - Dentes-de-Sabre - Destruidor - Dínamo Vermelho - Dormammu - Doutor Destino - Doutor Octopus - Drácula - Duende Verde - Elektra - Encantor - Executor - Fanático | - Faraó Vivo - Gangue da Demolição - Gárgula Cinzento - Grito - Groxo - Harpia - Hela - Híbrido - Homem-Absorvente - Homem-Areia - Homem de Titânio - Homem-Doce - Homem-Hídrico - Kang, o Conquistador | - Lagarto - Loki - Madame Hidra - Madame Másque - Magneto - Malekith - Manto Rubro - Maximus, o Louco - Mephisto - Mercenário - Mística - M.O.D.O.K. - Monolito Vivo - Mystério - Nebula - Nevasca - Nitro - Os Alienígenasref name="refares"/> - Encouraçado - Vapor - Vector - Raio-X | - Pecado - Próxima Midnight - Quarteto Hidra - Arqueiro - Marreta - Militante - Força Tática - Quinteto Fênix - Ciclope - Emma Frost - Colossos - Magia - Fênix (Jean Grey) - Ragnarok - Rei do Crime - Rocha Lunar - Satana - Sauron - Savin - Sebastian Shaw - Selene | - Sentinelas - Sentinela Alfa Mark-IV - Série M - Série Nimrod - Sentinela Ômega - Sentinela Primordial - Soldado Invernal - Sr. Sinistro - Stegron - Surtur - Thanos - Treinador - Ultron↑d - Venom ↑d - Viúva Negra Sombria - Ymir |

↑c  O personagem é um chefe inimigo em determinadas missões. Se torna desbloqueável por meio das Coleções (coletando-se oito capas de revistas abrindo lockboxes).
↑d  Somente em missões especiais (não aparece em missões regulares).

## Recepção
O jogo apresentou boa receptividade do público e em apenas 3 meses após o seu lançamento oficial era o 18.º aplicativo mais jogado no Facebook. Durante o mês de maio de 2012 o aplicativo teve um acréscimo de aproximadamente 3,5 milhões de jogadores ativos, representando o segundo maior aumento em números absolutos entre todos os aplicativos/jogos do Facebook.